# Cracticus louisiadensis
Cracticus louisiadensis là một loài chim trong họ Cracticidae.